# 스마트 미터

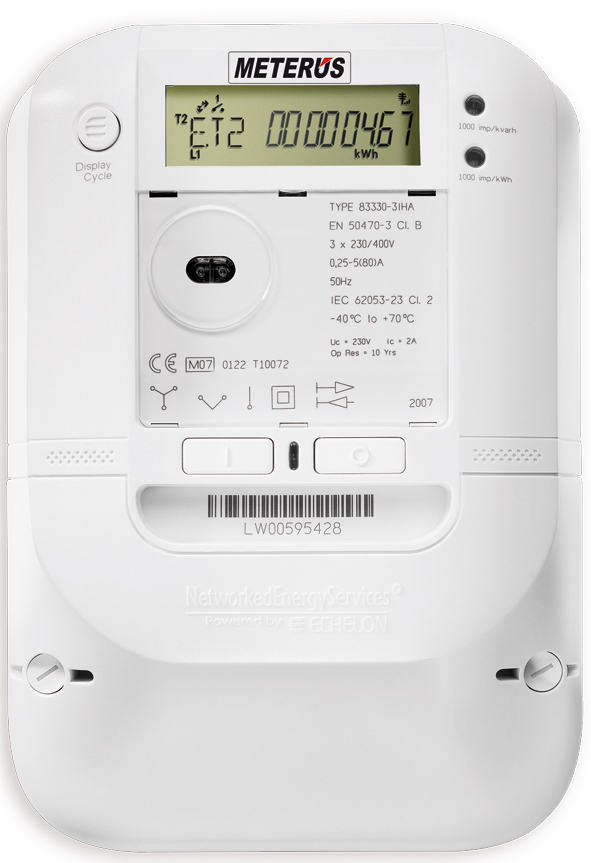

스마트 미터(Smart meter)는 전기 에너지 소비량, 전압 수준, 전류, 역률 등의 정보를 기록하고 해당 정보를 소비자 및 전력 공급자에게 전달하는 전자 장치이다. 이러한 고급 계량 인프라(advanced metering infrastructure, AMI)는 계량기와 공급자 간의 양방향 통신을 가능하게 한다는 점에서 자동 검침(automatic meter reading, AMR)과 다르다.

## 설명
스마트 미터라는 용어는 흔히 전기 계량기를 지칭하지만 천연가스, 물 또는 지역 난방 소비량을 측정하는 장치를 의미할 수도 있다. 보다 일반적으로 스마트 미터는 전기 에너지 소비, 전압 수준, 전류 및 역률과 같은 정보를 기록하는 전자 장치이다. 스마트 미터는 소비 행동을 더욱 명확하게 하기 위해 소비자에게 정보를 전달하고, 시스템 모니터링 및 고객 청구를 위해 전기 공급자에게 정보를 전달한다. 스마트 미터는 일반적으로 거의 실시간으로 에너지를 기록하고 하루 종일 짧은 간격으로 정기적으로 보고한다. 스마트 미터는 계량기와 중앙 시스템 간의 양방향 통신을 가능하게 한다. 스마트 미터는 스마트 그리드의 일부일 수 있지만 그 자체가 스마트 그리드를 구성하지는 않는다.
이러한 고급 계량 인프라(AMI)는 계량기와 공급자 간의 양방향 통신을 가능하게 한다는 점에서 자동 검침(AMR)과 다르다. 계량기에서 네트워크로의 통신은 무선일 수도 있고 PLC(전력선 반송파)와 같은 고정 유선 연결을 통해 이루어질 수도 있다. 일반적으로 사용되는 무선 통신 옵션에는 셀룰러 통신, Wi-Fi(즉시 사용 가능), Wi-Fi를 통한 무선 임시 네트워크, 무선 메시 네트워크, 저전력 장거리 무선(LoRa), Wize(높은 무선 침투율, 개방형, 169MHz 주파수 사용) Zigbee(저전력, 낮은 데이터 속도 무선) 및 Wi-SUN(스마트 유틸리티 네트워크) 등이 있다.
스마트 미터에는 일반적으로 실시간 또는 거의 실시간 센서, 정전 알림 및 전력 품질 모니터링이 포함된다. 이러한 추가 기능은 단순한 AMR(자동 검침) 이상의 기능이다. 이는 고급 계량 인프라(AMI) 계량기와 많은 측면에서 유사하다. 간격 및 사용 시간 측정기는 역사적으로 상업 및 산업 고객을 측정하기 위해 설치되었지만 자동 판독 기능이 없을 수도 있다. 에너지 모니터(가정용 디스플레이 모니터라고도 함)를 사용한다.

## 같이 보기
- DASH7
- 홈 네트워킹
- 미터버스
- 요금상계제도
- 전력선 통신
- 스마트 그리드
- 가상 발전소